# Khả Cửu
Khả Cửu là một xã thuộc huyện Thanh Sơn, tỉnh Phú Thọ, Việt Nam.
Xã Khả Cửu có diện tích 40,1 km², dân số năm 1999 là 3727 người, mật độ dân số đạt 93 người/km².